# Radnice ve Velvarech
Radnice ve Velvarech v okrese Kladno je památkově chráněnou budovou na náměstí Krále Vladislava, čp. 1. Z její původně barokní podoby byla na konci 18. století přestavěna podle projektu Ignáce Palliardiho.

## Historie
Stavba budovy radnice byla zahájena v roce 1618. Přízemí postavil v roce 1618 pravděpodobně italský stavitel Santini Malvazione, kamenickou práci provedl H. J. Bragatius de Serponto. Další stavbu přerušila třicetiletá válka a teprve v letech 1722-23 ve stavbě pokračoval pražský stavitel Jan Wolf. V letech 1793–1797 byla radnice rozšířena a výrazně přestavena podle návrhu Ignáce Palliardiho. Při přestavbě byla odstraněna mansardová střecha a porušen původní architektonický soulad schodiště v radnici.
V roce 1850 bylo Království české rozděleno na kraje. Velvary se staly sídlem c.k. okresního soudu a c.k. berního úřadu, budova radnice nestačila pro všechny úřady a v letech 1854–1855 byla přistavena dvě kancelářská křídla. V přízemí byly také žalářní cely, fungovaly až do roku 1945.
Do roku 1860 se ve funkci purkmistra střídali měšťané, zejména reprezentanti kupeckého měšťanstva. Po obnovení samosprávy v roce 1861, na zasedání 19. března 1861 udělilo zastupitelstvo „čestné měšťanství královského města Velvary Františku Palackému, dr. Františku Ladislavu Riegrovi a Janu Evangelistovi Purkyně."
Od roku 1868 se město Slaný stalo sídlem okresního hejtmanství a Velvary okresem soudním a berních, v budově radnice byly umístěny i tyto úřady.

Od voleb v roce 1873 v čele 24členného zastupitelstva stál purkmistr Vilém Tomsa podporovaný radním a později starostou města Karlem Krohnem, zakladatelem prvního dobrovolného hasičského sboru v Čechách. Město si uvědomovalo i význam školství a vzdělání, vzkvétala také spolková činnost – učitelská obec Budeč velvarská, Občanská beseda, pěvecký sbor Hlahol, řemeslnická beseda, Podřipský Sokol, divadelní ochotnický spolek Tyl, vše podporováno městskou radou, některé spolky měly sídlo v radnici.

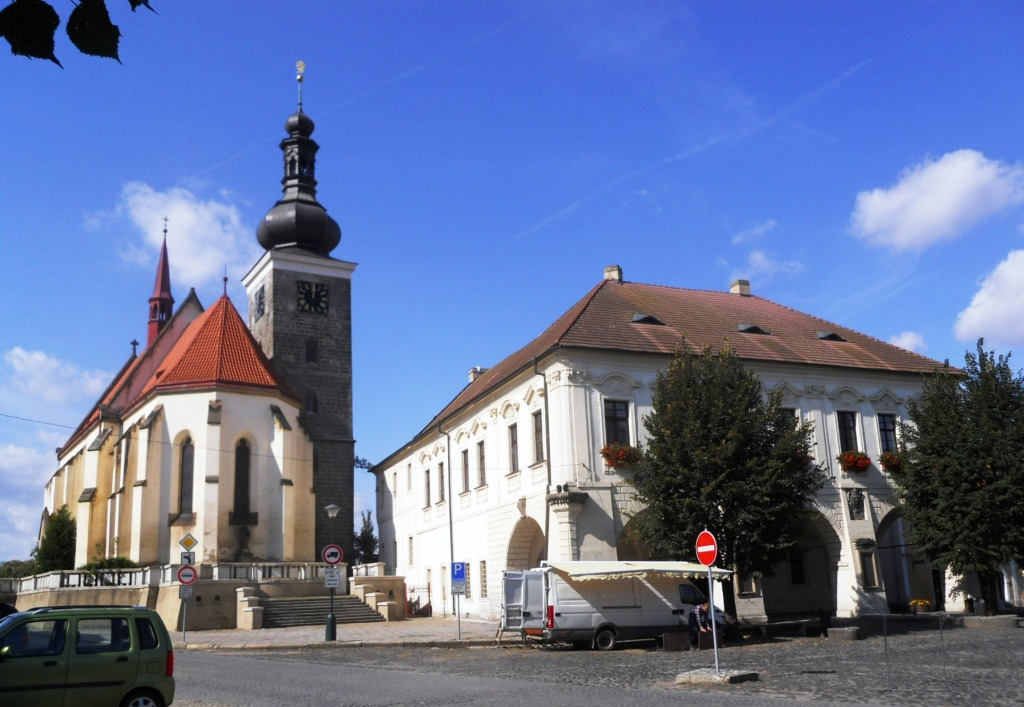
Náměstí Krále Vladislava ve Velvarech - kostel sv. Kateřiny a budova radnice

Na počátku 20. století poklesl význam královského města Velvar, vyhnula se mu železnice i silnice, proto zachování okresního soudu mělo pro město velký význam.
V letech 1962–1972 v prostorách budovy byla umístěna také Karsova galerie (dnes součást Městského muzea).

## Architektonický popis
Radnice je samostatně stojící trojkřídlá patrová budova vedle kostela sv. Kateřiny Alexandrijské na náměstí. Má valbovou střechu a výškově převyšuje okolní zástavbu. Průčelí hlavní budovy je do náměstí otevřené trojdílnými pilířovými arkádami s křížovými klenbami. Postranní pilíře končí konzolami, na nichž měly být umístěny alegorické sochy Moudrosti a Spravedlnosti.
Patro je pravidelně rozděleno sedmi vysokými okny s římsami, střední osa je zdůrazněna pilastry s ozdobnou volutovou hlavicí. Vstupní portál v loubí je zdoben vysokým klenákem.
Na průčelní budovu navazují dlouhá dvorní křídla. Předmětem ochrany je budova radnice čp. 1 a okolní parcelní pozemky.

## Další budova radnice

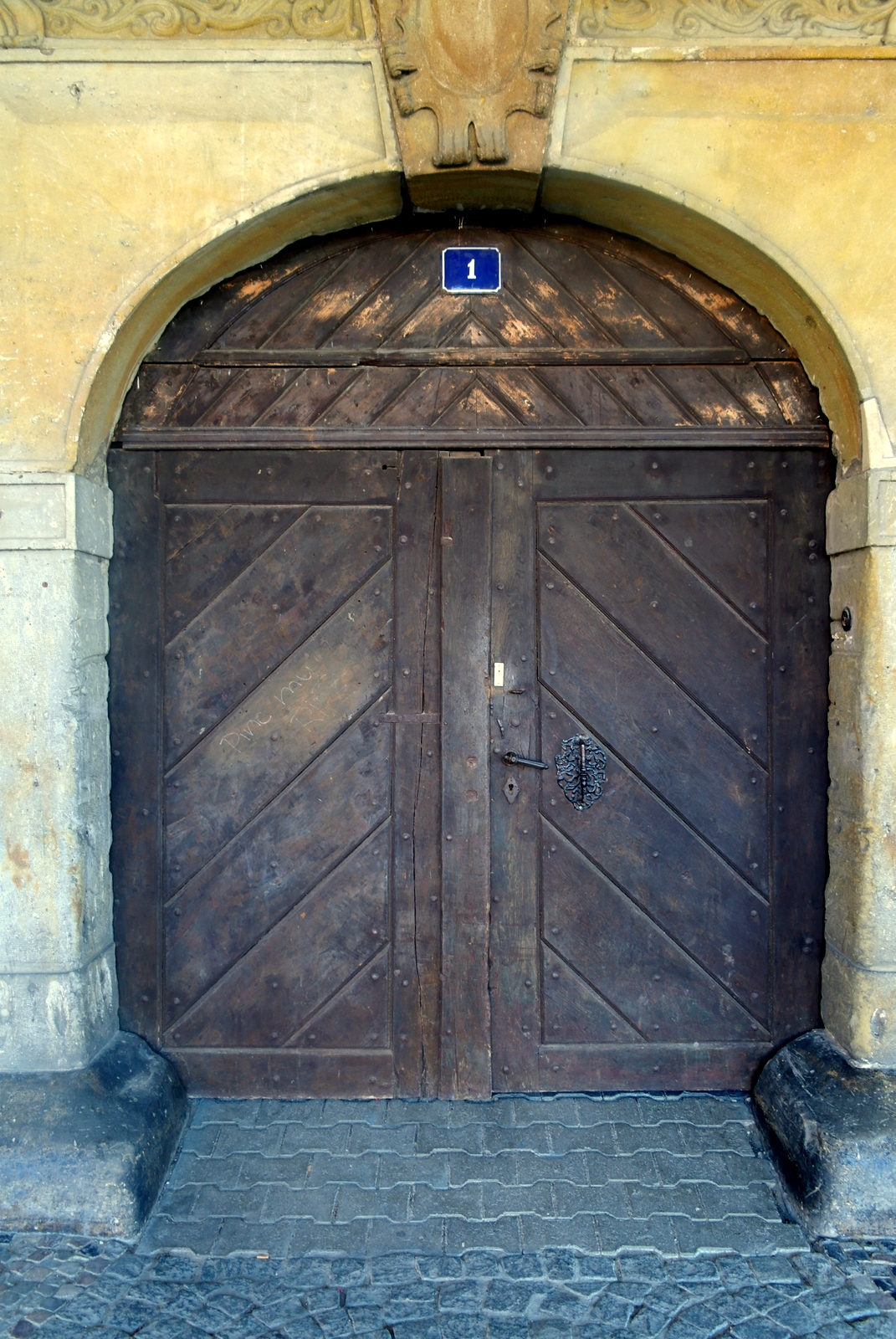
Radnice, vstupní dveře

Zdeněk Fišera v monografii Historické radnice v Čechách, na Moravě a ve Slezsku uvádí, že stavitel Santini Malvazini si ve Velvarech postavil (v dnešní ulici Pražské čp. 109) vlastní dům, který byl ale nucen pro dluhy prodat městu, které v roce 1699 dům upravilo pro potřeby radnice, protože budova radnice na náměstí byla krátkodobě v soukromých rukou.
Dnes v této budově sídlí Městské muzeum a Galerie Jiřího Karse. Budova je patrová se segmentovým portálem vstupu do budovy. Ten ústí do klenutého mázhauzu, v němž je vlevo schodiště s podestou do 1. patra. Uliční trakt má v 1. patře pět oken. V přízemí jsou stropy s klenbami, v patře ploché.